# Шумиха (Алтайский край)
Шумиха — село в Тогульском районе Алтайского края. Входит в состав Тогульского сельсовета.

## География
Село находится на севере Тогульского района в притаёжной зоне на правом берегу реки Тогул. Через село протекает река Шумиха.

## История
Село было основано в 1857 году и ранее именовалось деревня Шумиха, деревня Чистая Грива. Согласно «Спискам населенных мест Российской империи» в 1859 году Шумиха являлась деревней заводского ведомства в Кузнецком уезде Томской губернии и состояла из 5 крестьянских дворов, в которых проживало 18 мужчин и 16 женщин.
2 июля 2008 года Тогульский и Шумихинский сельсовет объединены в Тогульский сельсовет с административным центром в селе Тогул.

## Население
Численность населения в селе резко сокращается из-за миграционного оттока.
| 2010 | 2011 | 2012 | 2013 |
| ---- | ---- | ---- | ---- |
| 52   | ↗69  | ↗82  | ↘77  |